# Dirk Witteveen
Dirk Egbert Witteveen (Apeldoorn, 12 april 1949 – Amsterdam, 13 september 2007) was een Nederlands jurist. Witteveen was sinds maart 2002 directeur bij De Nederlandsche Bank, en werkte daarvoor onder andere als belastinginspecteur, universitair docent en journalist.

## Biografie
Nadat hij zijn HBS-B diploma had behaald studeerde Witteveen van 1970 tot 1975 Nederlands recht aan de Universiteit Leiden. Hierna werkte hij als belastinginspecteur en later als universitair docent in Leiden en Groningen. Ook was hij enige tijd als journalist verbonden aan Het Parool. In 1982 ging hij werken bij de stafdirectie Algemene Fiscale Politiek van het Ministerie van Financiën. In 1991 werd hij benoemd tot directeur-generaal Fiscale Zaken. Als zodanig droeg hij in belangrijke mate bij aan een ingrijpende belastingherziening. In 1995 was hij voorzitter van de commissie-Witteveen, die aanbevelingen deed voor de flexibilisering van de pensioenwet. Deze uitgangspunten staan nog steeds bekend als het Witteveenkader.  In 2001 werd Witteveen voorzitter van de Pensioen- & Verzekeringskamer. Bij de fusie met De Nederlandsche Bank werd hij daar lid van de directie.
Aan de Faculteit der Rechtsgeleerdheid in Leiden had hij een bestuurlijke functie, evenals bij Stichting Het Parool en PCM Uitgevers. Hij was ridder in de orde van de Nederlandse Leeuw.
Witteveen was al geruime tijd ziek toen hij in september 2007 op 58-jarige leeftijd overleed.